# شيين ويلز (كولورادو)
شيين ويلز (بالإنجليزية: Cheyenne Wells, Colorado)‏ هي بلدة تقع في مقاطعة تشيني، كولورادو بولاية كولورادو في الولايات المتحدة. تأسست عام 1870، تبلغ مساحتها 2.7 (كم²)، وترتفع عن سطح البحر 1308 م، بلغ عدد سكانها 846 نسمة في عام 2010 حسب إحصاء مكتب تعداد الولايات المتحدة .

## وصلات خارجية
- The US50 - Cities and Towns in Colorado State
- Colorado Cities and Towns, Facts, Map, Flag, Colleges, Government, and More